# Gregor Jerončič
Gregor Jerončič (ur. 23 czerwca 1974 w Novej Goricy) – słoweński siatkarz, wielokrotny reprezentant Słowenii, grający na pozycji środkowego.
Jego syn Rok, również jest siatkarzem, jak i dziadek Rad zawodowo grał w siatkówkę.

## Jako siatkarz

### Sukcesy klubowe
Puchar Słowenii:
- 1993, 1996, 1997

Liga słoweńska:
- 1994, 1995, 1996, 1997
- 1998

Puchar Niemiec:
- 1999

Puchar Europy Mistrzów Klubowych:
- 2000
- 1999

Liga niemiecka:
- 1999, 2000

Superpuchar Europy:
- 2000

Liga włoska:
- 2008, 2010[3]

Puchar CEV:
- 2010
- 2009

## Jako trener

### Sukcesy klubowe
Liga słoweńska:
- 2022[4], 2025[5]
- 2018, 2021

MEVZA – Liga Środkowoeuropejska:
- 2021

Puchar Słowenii:
- 2021